# Zasvěcení Ruska Neposkvrněnému Srdci Panny Marie
Zasvěcení Ruska Neposkvrněnému Srdci Panny Marie konkrétním úkonem vládnoucího papeže spolu se všemi katolickými biskupy světa bylo údajně nařízeno v mariánském zjevení Panny Marie Fatimské dne 13. července 1917. Sestra Lucie, jedna ze tří vizionářů, veřejně prohlásila, že jí Panna Maria při několika příležitostech předala zaslíbené poselství, že zasvěcením Ruska jejímu Neposkvrněnému Srdci dojde k nastolení období světového míru.
Papežové Pius XII., Pavel VI. a Jan Pavel II. takové zasvěcení již v minulosti provedli, avšak bez přímého odkazu na Rusko nebo Sovětský svaz (SSSR).
Papež František oznámil, že zasvětí Rusko a Ukrajinu Neposkvrněnému Srdci Panny Marie dne 25. března 2022 v bazilice svatého Petra v Římě. Slavnostní akt zasvěcení proběhne také v portugalské Fatimě, kde ho provede papežský almužník kardinál Konrad Krajewski. Papež zároveň srdečně vyzval i všechny ostatní katolické biskupy, aby se k němu z vlastní vůle ve stejnou dobu připojili.

## Historie a pozadí

### Zasvěcení Ruska

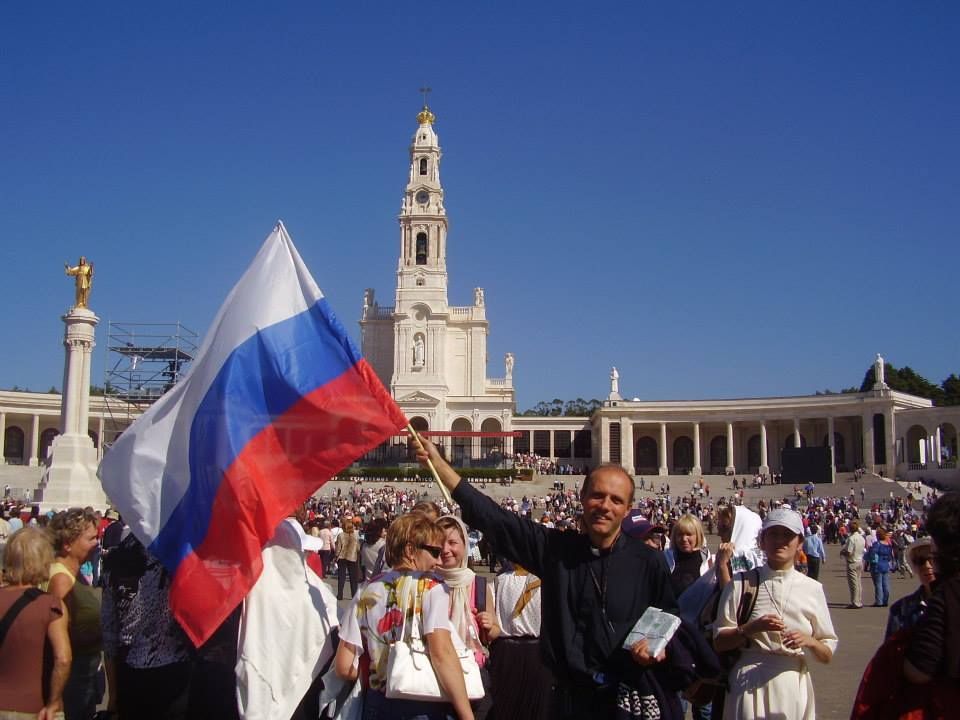
Ruský kněz s poutníky ve svatyni v portugalské Fatimě.

Podle sestry Lucie ji Panna Maria o zasvěcení Ruska jejímu Neposkvrněnému Srdci požádala hned při několika příležitostech.
V letech 1925–1946, tedy v době druhé španělské republiky a španělské občanské války, žila Lucie ve Španělsku. Její první zmínka o žádosti Panny Marie o zasvěcení Ruska pochází z podzimu roku 1929. Tehdy byla Lucie novickou v klášteře sester sv. Doroty v Tui ve Španělsku. Ohlásila, že když se v noci 13. června 1929 modlila v kapli, dostalo se jí vidění, ve kterém jí Panna Maria řekla, že je Boží vůlí, aby papež ve spojení se všemi biskupy světa zasvětil Rusko jejímu Neposkvrněnému Srdci. Sestra Lucie to oznámila svému zpovědníkovi, který ji požádal, aby to zapsala.
Ve dvou dopisech poslaných v květnu 1930 otci Gonçalvesovi, svému zpovědníkovi, spojila Lucie zasvěcení Ruska s pobožností pěti prvních sobot, o kterém dříve hovořila v souvislosti se zjeveními, kterých se jí údajně dostalo již dříve jako postulantce řeholního života v Pontevedře roku 1925. V srpnu 1941 sestra Lucie napsala své třetí paměti, v nichž popsala zjevení z 13. července 1917. Uvedla, že jim Panna Maria řekla:
| „ | Bůh chce ve světě zavést úctu k mému Neposkvrněnému Srdci. Jestliže lidé udělají to, co vám řeknu, mnohé duše se zachrání a navrátí se jim pokoj. [První světová] válka se schyluje ke konci; nepřestanou-li však urážet Boha, začne během pontifikátů Pia XI. jiná, ještě horší. Až uvidíte noc ozářenou neznámým světlem, vězte, že je to velké znamení, které vám Bůh dává, že se chystá potrestat svět za jeho zločiny skrze válku, hlad a pronásledování církve i Svatého otce. Aby se jí zabránilo, budu žádat o zasvěcení Ruska mému Neposkvrněnému Srdci a o smírné přijímání o prvních sobotách. Budou-li přijaty moje požadavky, Rusko se obrátí a bude mír; když se tak nestane, rozšíří své bludy po světě a bude podněcovat války a pronásledování církve. Dobří lidé budou mučení, Svatý otec bude muset hodně trpět, mnohé národy budou zničeny. Nakonec mé Neposkvrněné Srdce zvítězí. Svatý otec mi zasvětí Rusko, které se obrátí, a světu bude dopřáno údobí míru. | “ |

Někteří katolíci, kteří podporují postoj katolické církve, podotýkají, že ke zjevením ve Fatimě došlo po únorové revoluci v roce 1917, která sesadila cara Mikuláše II. od moci, a po návratu V. I. Lenina do Ruska 16. dubna. 

### 20. století
V roce 1942 zasvětil Pius XII. celé lidstvo, čímž bylo zahrnuto i Rusko, Neposkvrněnému Srdci. V roce 1952 zasvětil Rusko Neposkvrněnému Srdci v apoštolském listu Sacro vergente anno.
V roce 1964 také Pavel VI. zasvětil lidstvo, a tím i Rusko, Neposkvrněnému Srdci na konci třetího zasedání druhého vatikánského koncilu.
V letech 1981, 1982 a 1984 rovněž Jan Pavel II. zasvětil celé lidské pokolení Neposkvrněnému Srdci. V roce 1984, než zasvěcení provedl, poradil se se sestrou Lucií, aby se ujistil, že zasvěcení Ruska bude platné. Po provedení zasvěcení Janem Pavlem II. sestra Lucie mnohokrát prohlásila, že zasvěcení z roku 1984 bylo provedeno tak, jak si to Panna Maria přála.
V žádném z těchto zasvěcení však papežové z politických důvodů Rusko ani SSSR nikdy výslovně nezmínili.

### 21. století
Na formální žádost Biskupské konference ukrajinských katolických biskupů Svatý stolec dne 15. března 2022 oznámil, že papež František zasvětí Rusko a Ukrajinu Neposkvrněnému Srdci Panny Marie dne 25. března 2022 v bazilice svatého Petra v Římě. Ve stejný den 25. března (svátek Zvěstování Panny Marie) proběhlo již v roce 1984 zasvěcení papežem Janem Pavlem II. Slavnostní akt zasvěcení proběhne také v portugalské Fatimě, kde ho provede papežský almužník kardinál Konrad Krajewski. Současně s tím papež poslal dopis, ve kterém vyzval všechny katolické biskupy, aby se k němu z vlastní vůle ve stejnou dobu připojili. K účasti na zasvěcení pozval také všechna katolická společenství a všechny věřící. V textu zasvěcovacího aktu mimo jiné stojí: „Matko Boží a Matko naše, proto se svěřujeme tobě a zasvěcujeme tvému Neposkvrněnému srdci nás samotné, církev a celé lidstvo, zvláště Rusko a Ukrajinu.“

## Obrácení Ruska
V roce 1946, během setkání mládeže ve Fatimě, se sestry Lucie zeptala mladá ruská dívka, Nataša Derfeldenová, jakým způsobem k obrácení Ruska dojde. Sestra Lucie odpověděla, že obrácení Ruska se uskuteční prostřednictvím pravoslavné církve a „východního obřadu“, což by mohlo znamenat, že obrácení (konverze) zahrnuje usmíření a znovusjednocení mezi ruskou pravoslavnou církví a římskokatolickou církví. Ve svém teologickém komentáři k fatimským tajemstvím jej Joseph kardinál Ratzinger nazval „konverzí srdce“.